# 陽翼手亞目
陽翼手亞目（學名：Yangochiroptera）為翼手目下的一個亞目，於1984年由卡爾·庫普曼（Karl F. Koopman）提出，包含了鼠尾蝠科、菊頭蝠科、蹄蝠科與假吸血蝠科之外的小蝙蝠。其餘的蝙蝠包括狐蝠科則屬於陰翼手亞目。
陽翼手亞目的分類基本原理來自於分子遺傳資訊，而分類的結果則挑戰了早期提出的大蝙蝠與小蝙蝠單系群。透過分子遺傳學與生物形態學的研究分析，陽翼手亞目與陰翼手亞目的分類結果逐漸獲得支持。

## 分類
- 陽翼手亞目 Yangochiroptera
  - 鞘尾蝠總科（英语：Emballonuroidea） Emballonuroidea
    - 鞘尾蝠科 Emballonuridae
    - 夜凹臉蝠科 Nycteridae

  - 兔唇蝠總科 Noctilionoidea
    - 煙蝠科 Furipteridae
    - 髯蝠科 Mormoopidae
    - 短尾蝠科 Mystacinidae
    - 吸足蝠科 Myzopodidae
    - 兔唇蝠科 Noctilionidae
    - 葉口蝠科 Phyllostomidae
    - 盤翼蝠科 Thyropteridae

  - 蝙蝠總科（英语：Vespertilionoidea） Vespertilionoidea
    - Cistugidae（英语：Cistugidae）科
    - 長翼蝠科 Miniopteridae
    - 犬吻蝠科 Molossidae
    - 長腿蝠科 Natalidae
    - 蝙蝠科 Vespertilionidae